# Chudina zední
Chudina zední (Draba muralis) je nízká, jen řídce se vyskytující planě rostoucí rostlina rozkvétající drobnými, převážně bílými květy, druh širokého rodu chudina.

## Výskyt
Roste hojně v jižní Evropě a odkud na sever zasahuje až na Britské ostrovy, na jih Skandinávie, do Pobaltí a daleko na východ až ke Kavkazu. Je rozšířena i v oblastech severozápadní Afriky. V České republice roste roztroušeně, a to pouze v teplejších oblastech nížin a nižších pahorkatin; v současnosti se druh začíná pomalu šířit po železničních tratích.
K růstu volí na živiny chudé, vysychavé půdy na slunných kamenitých stráních, pastviny, vinice, okraje světlých lesů i netypická stanoviště jako skalní štěrbiny a nezastíněné rozsedliny na jižních svazích. Je k občasnému spatření i okolo cest a železničních tratí, kam se dostává až druhotně.

## Popis
Jednoletá nebo vzácně dvouletá bylina dorůstající do výše 10 až 30 cm. Z listové růžice tvořené obvejčitými celokrajnými nebo pouze jemně zubatými listy, dlouhými 8 až 30 mm a širokými 3 až 15 mm, vyrůstá jednoduchá nebo rozvětvená lodyha, která celá porůstá hvězdicovými či jednoduchými chlupy. Střídavě vyrůstající přisedlé lodyžní listy, mívající na délku 5 až 25 mm a šířku 3 až 12 mm, mají poloobjímavou širokou bázi a po obvodu jsou pilovitě zoubkované.
Bílé, čtyřčetné oboupohlavné květy jsou velké asi 2 mm. Vyrůstají na odstávajících tenkých a holých stopkách dlouhých 5 až 10 mm a jsou sestaveny do prodlouženého hroznu, který se v době dozrávaní plodů prodlužuje až na délku 25 cm. Zelené nebo narůžovělé lístky kalichu mají po okraji uzoučký bílý lem, dlouhé jsou jen 1 mm. Bílé, obvejčité, na vrcholu oblé korunní lístky jsou dlouhé 1,5 až 2 mm. V květu je šest tyčinek, z toho čtyři jsou delší. Květy rozkvétají v dubnu až červnu, opylovány jsou hmyzem nebo dochází k samoopylení.
Plody jsou 5 až 8 mm dlouhé a 2 mm široké chlupaté nebo holé šešule na asi dvojnásobně dlouhých vodorovně odstálých stopkách. Každá obsahuje 10 až 18 drobných semen velkých 0,7 mm, která jsou rozšiřována větrem.

## Ohrožení
Chudina zední v Česku vyrůstá v několika málo lokalitách a početní stavy kvetoucích rostlin dlouhodobě klesají, je proto v "Červeném seznamu cévnatých rostlin České republiky z roku 2012" hodnocena jako ohrožený druh (C2b).